# Gyula Kakas
Gyula Kakas (Szolnok, 1876-Budapest-25 de febrero de 1928) fue un atleta húngaro que compitió en los Juegos Olímpicos de Atenas 1896.
Kakas compitió en los eventos individuales de barras paralelas, barra fija, salto de potro y potro con anillos. No ganó ninguna medalla, y se desconoce las posiciones finales que alcanzó en cada uno de esos eventos.

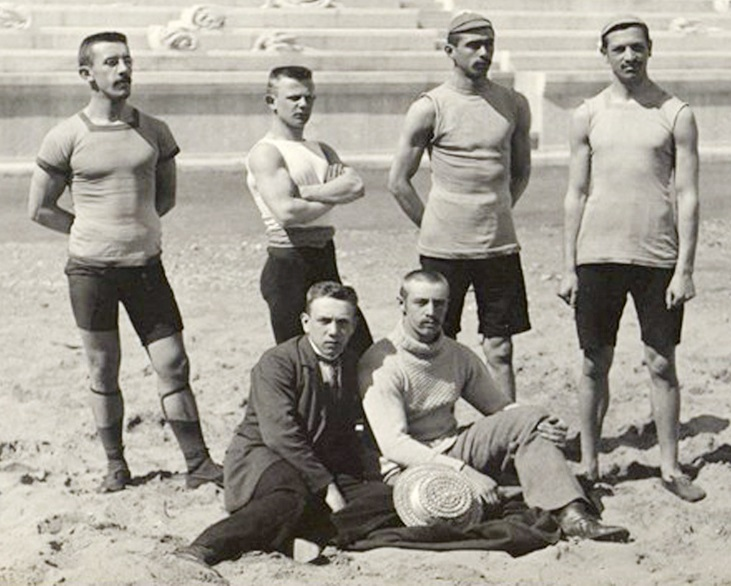
El segundo arriba, de izquierda a derecha, es Gyula Kakas.